# Acidente de helicóptero em Brovary em 2023
O acidente de helicóptero em Brovary em 2023 foi um desastre aéreo que ocorreu a 18 de janeiro de 2023, quando um Eurocopter EC225 Super Puma transportando 10 pessoas, incluindo o Ministro do Interior da Ucrânia, Dennis Monastyrsky, seu vice Yevhen Yenin, e o secretário de estado Yuriy Lubkovych, caiu em um jardim de infância em Brovary, um subúrbio de Kiev, Ucrânia. O acidente matou pelo menos catorze pessoas, incluindo Monastyrsky, Yenin e Lubkovych; uma criança também estavam entre as vítimas fatais, enquanto pelo menos 25 outras ficaram feridas, incluindo 11 crianças.

## Acidente

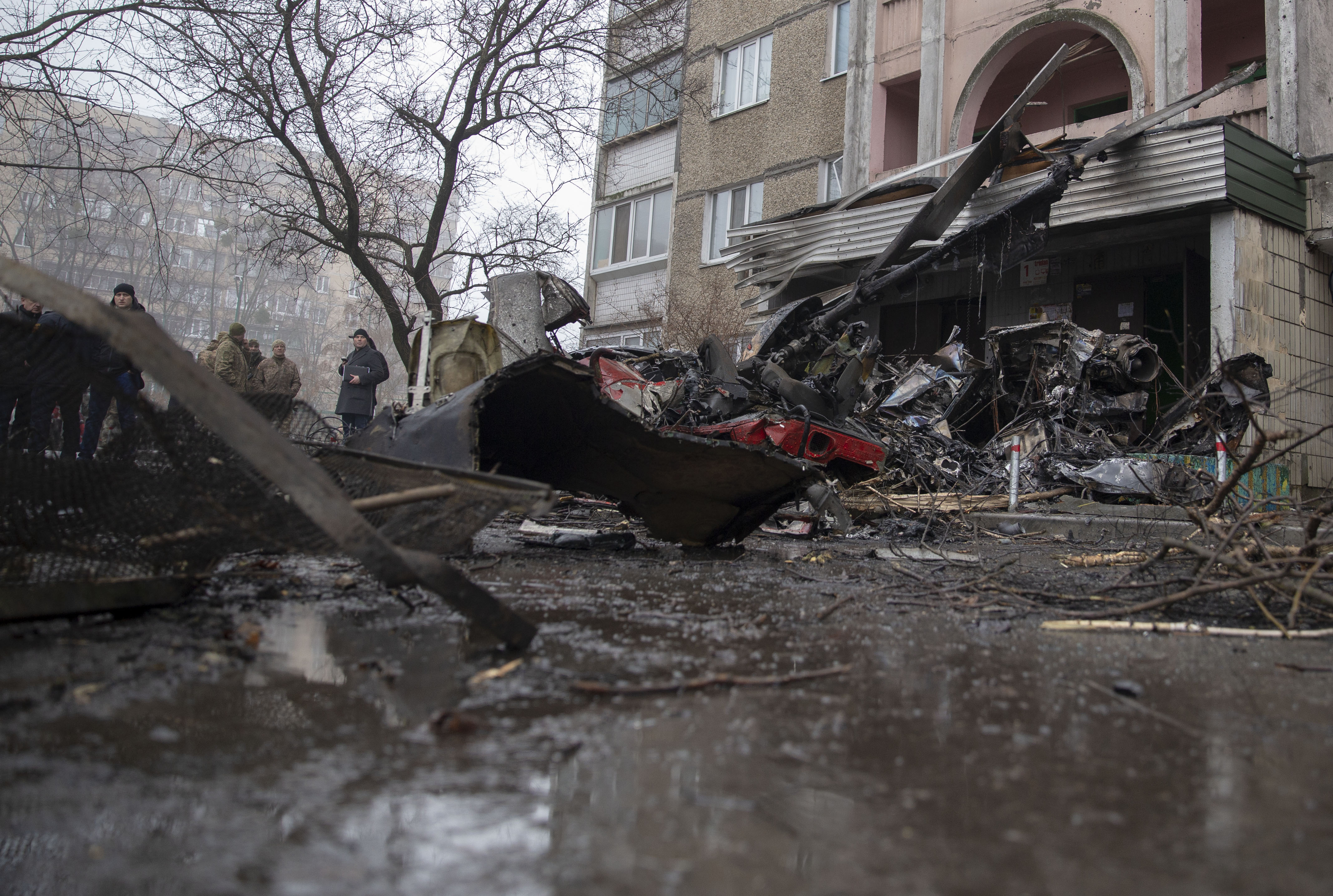
Destroços da aeronave

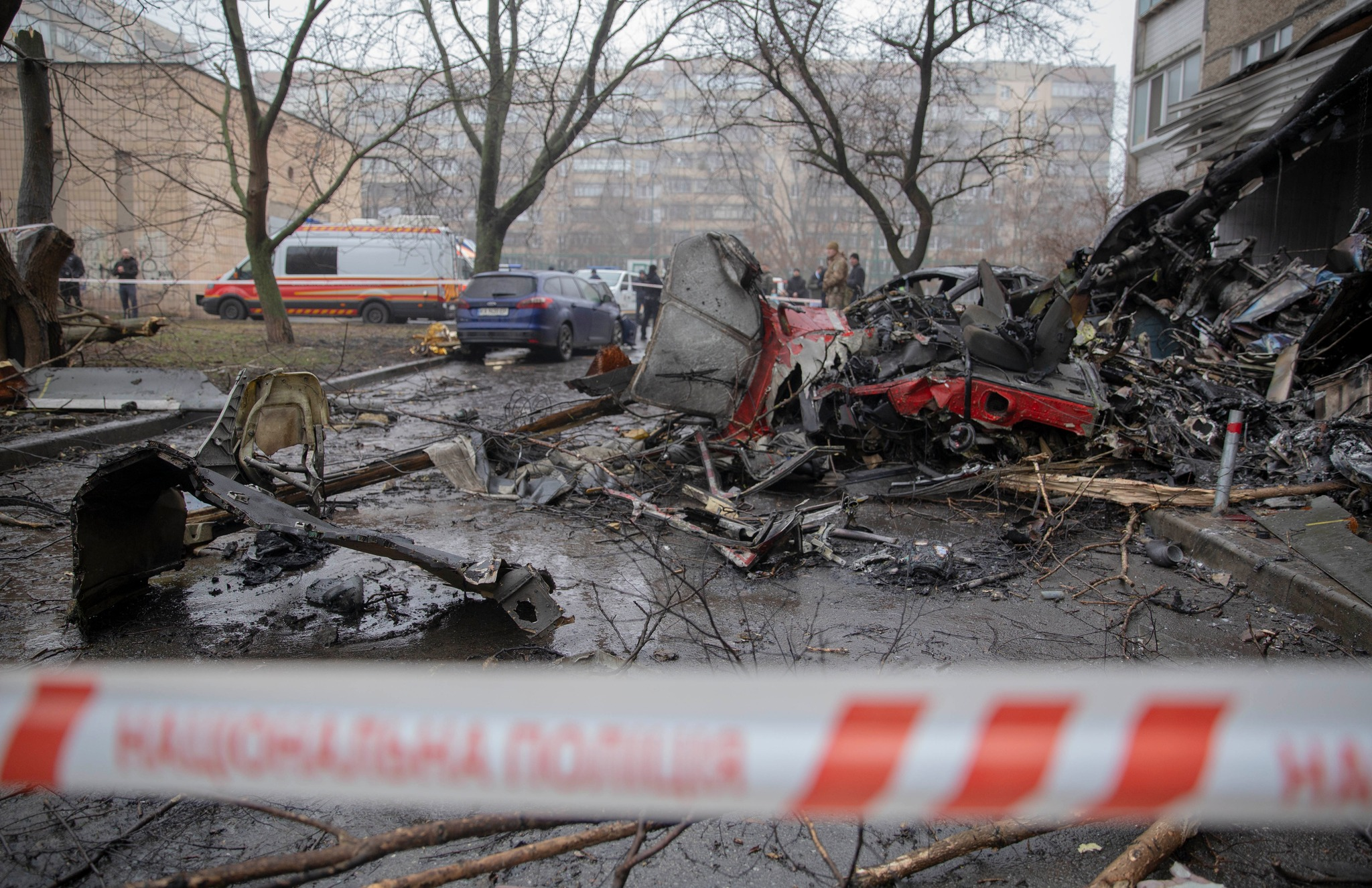
Destroços do helicóptero

Em 18 de janeiro de 2023, às 08h20, horário local, em Brovary, região de Kiev, o helicóptero EC-225 Super Puma (placa número 54) do Serviço de Emergência do Estado da Ucrânia (DSNS) caiu com 10 pessoas a bordo (o DSNS chegou a afirmar que eram 9). De acordo com Kyril Tymoshenko, um grupo do Ministério do Interior estava a caminho da "frente de combate".
Como resultado do desastre, o prédio de um jardim de infância foi danificado e pegou fogo; janelas foram quebradas em um prédio próximo do local; três carros foram danificados; pessoas foram evacuadas de prédios próximos. Às 09h06, horário local, o incêndio no prédio foi contido em uma área de 500 m², e às 09h28 foi extinto. O Serviço de Emergência do Estado envolveu 127 pessoas e 30 unidades técnicas para lidar com as consequências da situação de emergência. Às 15h45, horário local, o DSNS anunciou a conclusão das operações de busca e salvamento em Brovary. Um luto de três dias foi anunciado na comunidade de Brovary devido a tragédia.

## Investigação
O helicóptero caiu na névoa. Não houve nenhuma indicação de que o acidente foi outra coisa senão um acidente, embora as autoridades não tenham dado conta imediata da causa do acidente. O Serviço de Segurança da Ucrânia disse que está investigando possíveis causas, incluindo violação das regras de voo (visual ou por instrumento), mau funcionamento técnico ou destruição intencional do helicóptero.
Yurii Ihnat, porta-voz da Força Aérea Ucraniana, anunciou que o acidente também seria investigado por uma comissão especial do estado, uma investigação que deve levar pelo menos várias semanas.
É importante referir também que durante os 20 anos de operação de centenas de helicópteros EC225 em 30 países, ocorreram apenas quatro incidentes de voo com graus variados de danos.

## Vítimas

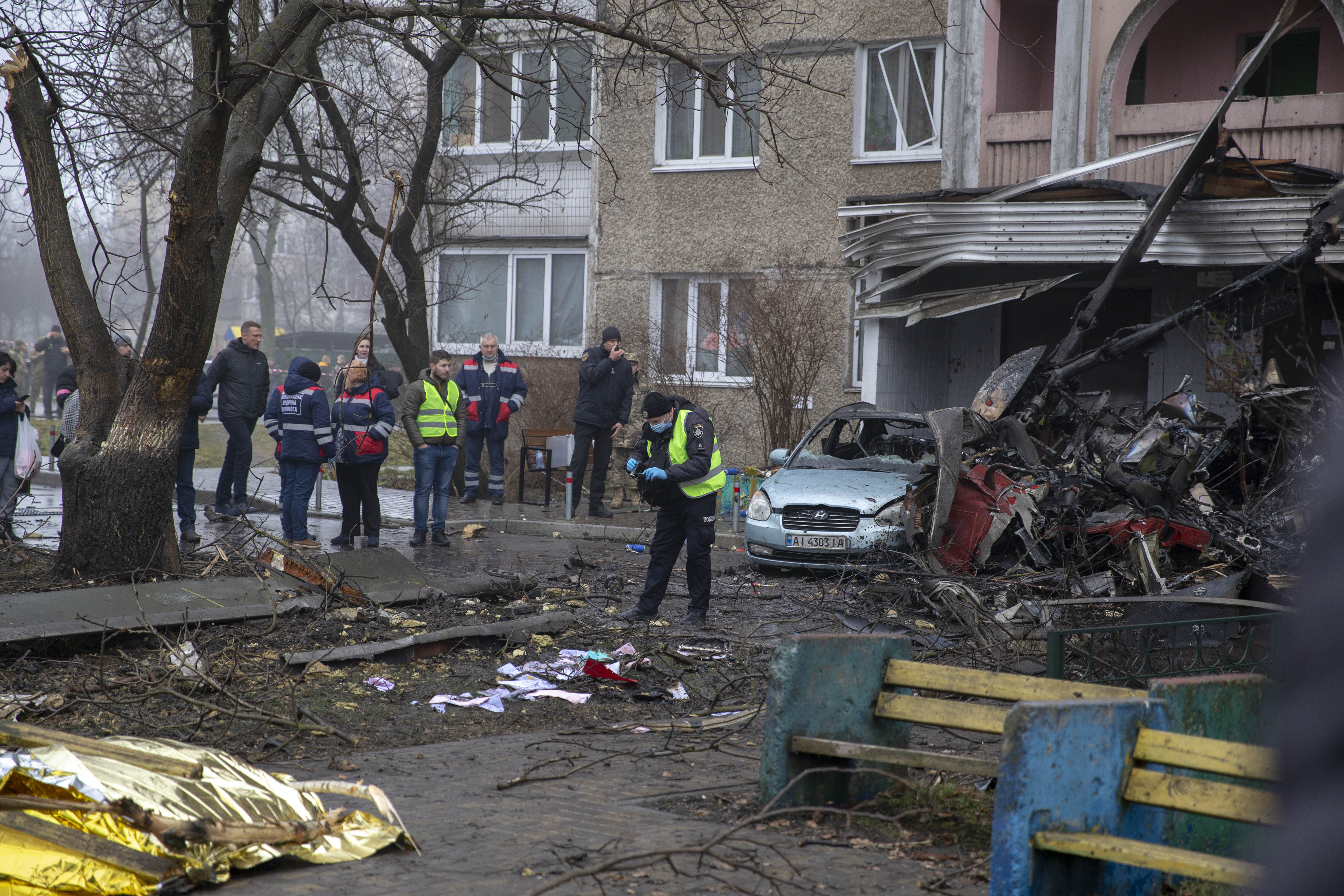
Polícia Nacional trabalhando no local e chamando testemunhas oculares da queda do helicóptero para se apresentarem

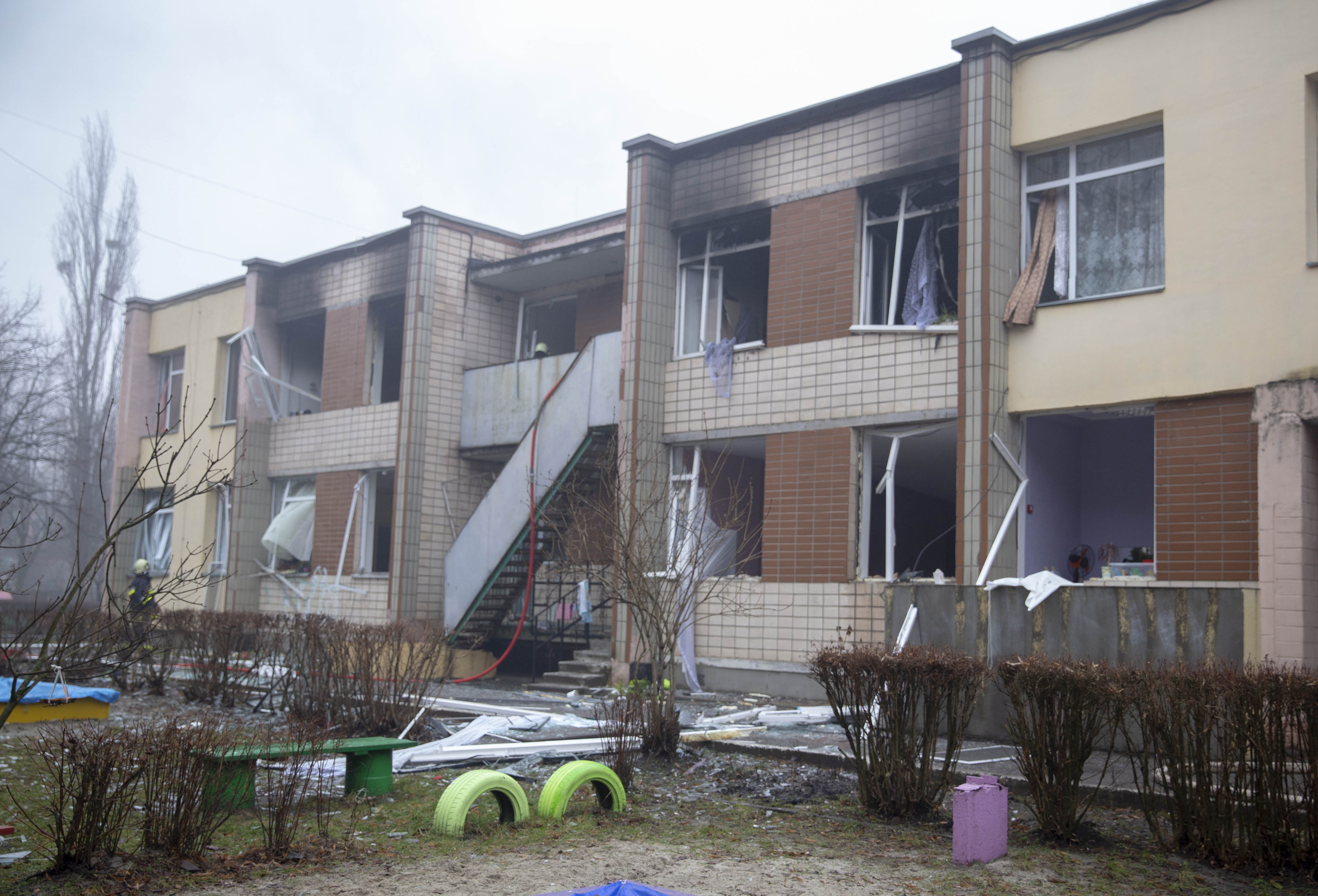
Danos em prédios próximos do local do acidente

3 tripulantes e 7 passageiros que estavam a bordo faleceram, entre eles:
- Passageiros
  - Dennis Monastyrsky, Ministro do Interior da Ucrânia
  - Yevhenii Yenin, Vice-Ministro do Interior
  - Yuriy Lubkovich, Secretário de Estado do Ministério
  - Tetyana Shutyak, Vice-Chefe do Serviço de Patrocínio do Ministério da Administração Interna
  - Mykhailo Pavlushko, chefe do departamento de segurança do Departamento de Segurança Interna da Polícia Nacional da Ucrânia (NPU), tenente-coronel da polícia (chefe da segurança do ministro)[20]
  - Andriy Marynchenko, agente sênior em casos particularmente importantes do Departamento de Segurança Interna da NPU
  - Mykola Anatskyi, principal inspetor do Departamento de Comunicação do Ministério da Administração Interna
- Tripulantes:
  - Oleksandr Vasylenko, piloto e comandante da aeronave
  - Kostyantyn Kovalenko, co-piloto
  - Ivan Kasyanov, comissário de bordo e alferes do serviço de proteção civil

Outras vítimas foram crianças e adultos que frequentavam o jardim de infância onde a aeronave caiu.
Às 10h30, horário local, o chefe da administração militar regional, Oleksiy Kuleba, anunciou 18 mortes e 29 feridos. Às 11h00, o Serviço de Emergência do Estado relatou 15 mortos (incluindo três crianças) e 25 feridos, incluindo 10 crianças. Às 15h45, os dados foram atualizados para 14 mortos (incluindo uma criança) e 25 feridos, incluindo 11 crianças.

## Reações
- O presidente do Conselho Europeu, Charles Michel, lamentou o desastre e a perda de vidas.[22] A presidente da Comissão Europeia, Ursula von der Leyen, apresentou as suas condolências às famílias das vítimas, a Zelensky e a todo o país.[23]

- A secretária-geral do Conselho da Europa, Maria Peychynovych-Burych, expressou suas condolências às autoridades e ao povo ucraniano.[24]

- O presidente da Estônia, Alar Karis, expressou suas condolências às famílias das vítimas e ao povo da Ucrânia.[25] A primeira-ministra da Estônia, Kaja Kallas, expressou suas condolências a Denys Shmygal, ao povo ucraniano e às famílias das vítimas. "Outro lembrete trágico do preço incrivelmente alto que a Ucrânia está pagando em sua luta pela liberdade contra a Rússia".[26]

- O primeiro-ministro da Eslováquia, Eduard Heger, expressou suas sinceras condolências a todos aqueles que perderam seus entes queridos.[27]

- O presidente da Polônia, Andrzej Duda, expressou as suas condolências às famílias das vítimas: "Foi com profunda tristeza que tomei conhecimento da queda de um helicóptero em Brovary, perto de Kiev, na sequência da qual morreram, incluindo a alta administração do Ministério do Interior da Ucrânia. Meus pensamentos estão com as famílias e parentes das vítimas".[28] O primeiro-ministro da Polônia, Mateusz Morawiecki, expressou as suas condolências às famílias das vítimas e garantiu aos ucranianos o seu total apoio.[29]

- A presidente da Geórgia, Salome Zurabishvili, expressou suas mais profundas condolências às famílias das vítimas, ao povo da Ucrânia e ao presidente Zelenskyi. "A Geórgia está de luto com vocês".[30]

- O primeiro-ministro de Kosovo, Albin Kurti, expressou suas sinceras condolências aos parentes e especialmente às famílias das crianças mortas.[31]

- A presidente da Moldávia, Maia Sandu, expressou suas condolências aos que perderam entes queridos, bem como à equipe do Ministério do Interior da Ucrânia.[32]

- O presidente da França, Emmanuel Macron, disse: "Meus pensamentos estão com todas as vítimas deste terrível evento perto do jardim de infância, com as crianças e suas famílias. A França expressa suas condolências aos amigos ucranianos".[33]

- O presidente da Suíça, Alain Berset, expressou suas sinceras condolências ao governo e povo ucraniano.[34]

- O chanceler da Alemanha, Olaf Scholz, ofereceu ajuda na investigação do acidente e disse: "Neste dia triste, nossos pensamentos estão com as famílias dos mortos e feridos, bem como com Volodymyr Zelensky, que hoje perdeu seu Ministro do Interior".[35]

- O presidente da Lituânia, Gitanas Nauseda, expressou suas condolências aos familiares das vítimas, ao presidente Volodymyr Zelenskyi e ao povo da Ucrânia.[36]

- A presidente do Conselho de Ministros da Itália, Giorgia Meloni, disse: "Fiquei sabendo com tristeza sobre o trágico acidente de helicóptero em Brovary. Nos unimos em torno do presidente Volodymyr Zelenskyi. Expressamos nossas condolências ao governo ucraniano e às famílias das vítimas, incluindo o ministro Monastyrskyi e o vice-ministro Yenin, que trabalhavam na Itália".[37]

- O primeiro-ministro do Canadá, Justin Trudeau, expressou suas condolências às famílias das vítimas, ao presidente Volodymyr Zelenskyi e ao povo ucraniano.[38]

- O presidente e a primeira-dama dos Estados Unidos expressaram suas mais profundas condolências às famílias de todos os mortos no trágico acidente de helicóptero na Ucrânia, incluindo o ministro do Interior, Dennis Monastyrsky, e outros funcionários do governo ucraniano. "Nossos corações também estão com as dezenas de civis que morreram ou ficaram feridos, incluindo as vidas mais preciosas de crianças e suas famílias."[39]

- O presidente da Ucrânia, Volodymyr Zelensky, o ministro das Relações Exteriores ucraniano, Dmytro Kuleba, o primeiro-ministro ucraniano, Denys Shmygal, e a embaixadora dos Estados Unidos na Ucrânia, Bridget A. Brink, prestaram homenagem às vítimas e expressaram as suas condolências.[40]